# Orthopsyche raruraru
Orthopsyche raruraru is een schietmot uit de familie Hydropsychidae. De soort komt voor in het Australaziatisch gebied.